# Camillo Pellegrino (storico)
Camillo Pellegrino (Capua, 1598 – Capua, 9 novembre 1664) è stato uno scrittore, storico e storiografo italiano.

## Biografia
Figlio di Alessandro Pellegrino, appartiene a un'antica e nobile famiglia che aveva già dato i natali a un suo omonimo, Camillo Pellegrino senior (vissuto tra il 1527 e il 1603), molto noto negli ambienti letterari napoletani.
Originario di Capua, Camillo Pellegrino junior si trasferisce durante l'adolescenza presso i Gesuiti di Napoli, dove studia discipline come la matematica, il diritto canonico, la teologia. 
Finiti gli studi superiori, si trasferisce a Roma, nel cui ambiente letterario stringe amicizie, come quelle intrattenute frequentando l'Accademia degli Umoristi di Francesco Barberini.
Ispirato dalla bellezza dei monumenti e delle rovine antiche di Roma, una volta tornato in terra natìa, in quella che fu l'antica Campania Felix, intraprende un attento lavoro di collezionismo, certo del fatto che Capua antica (attuale Santa Maria Capua Vetere) non avesse nulla da invidiare a Roma quanto a vestigia del passato. 
Comincia ad acquistare e collezionare vari oggetti antichi, tra cui reperti archeologici ed epigrafi, raccogliendoli nella propria villa a Casapulla (ora non visitabile in quanto proprietà privata). Istituendo una piccola casa museo con gli oggetti rinvenuti dalla vicina Capua e Calatia, lo storico e letterato seicentesco ha tramandato un repertorio epigrafico apprezzato e ricordato persino da Theodor Mommsen, avendo compreso da subito che i reperti avessero bisogno di un’accurata analisi storica, al di là dell’ostentazione del pezzo antico in sé.
Muore a Capua il 9 novembre 1664, senza lasciare eredi diretti.

## Opere
Sappiamo che realizzò due opere, oggi perdute, chiamate Storia di Capua e Commento di tutte le epigrafi, in cui ricostruiva la storia dei reperti acquistati. 
Questi due testi, che oggi sarebbero stati essenziali per delineare parte della storia del materiale di reimpiego, sono andati perduti per volontà del loro stesso autore.
Sono pervenute, invece:
- Series Abbatum Cassinensium ab anno 720, Napoli, 1645;
- Dell'origine dell'antica famiglia detta di Colimenta, Napoli, 1640;
- Dell'antico sito di Capua, Napoli, 1643;
- Discorsi della Campagna Felice, Napoli, 1651;
- Historia Principum Langobardorum, Napoli, 1645.